# تپه مرخ ۳
تپه مرخ ۳ مربوط به عصر مس - عصر مفرغ - عصر آهن است و در شهرستان ازنا، بخش جاپلق، دهستان جاپلق شرقی، ۳۳۰۰ متری جنوب شرقی روستای گنجه واقع شده و این اثر در تاریخ ۷ اسفند ۱۳۸۶ با شمارهٔ ثبت ۲۱۳۹۴ به‌عنوان یکی از آثار ملی ایران به ثبت رسیده است.